# Mallabia
Mallabia en basque ou Mallavia en espagnol est une commune de Biscaye dans la communauté autonome du Pays basque en Espagne.
Le nom officiel de la ville est Mallabia.

## Étymologie
L'étymologie du toponyme Mallabia peut venir de malla, signifiant étape, niveau, hauteur et bi(a), deux, ou celle des deux, c'est-à-dire, dans deux étapes ou hauteurs.

## Géographie
Située dans le nord-ouest de la comarque et de la province, la commune s'étend jusqu'à la limite avec le Guipuscoa et la comarque de Lea Artibai. Elle est distance de 10 km de Durango, tête du secteur, et Eibar, l'important noyau démographique de la zone, est distante de 6 km. Bilbao, capitale de la province demeure à 40 km et ses quartiers sont étendus sur les flancs de la montagne Oiz (1 032 m) et presque la totalité de la commune appartient au bassin du Deba, incluant le noyau urbain, ce pourquoi, même en appartenant administrativement et historiquement à la comarque du Durangaldea pour beaucoup de questions et services, elle adhère à la comarque guipuscoanne du Debabarrena et la capital de cette dernière, la ville d'Eibar. Jusqu'en 1955, elle a appartenu à la Partie Judiciaire de Markina. La commune appartient actuellement à celle de Durango.
Mallabia est limitée avec les communes suivantes, au nord par Markina et Etxebarria, au sud par Zaldibar, à l'est par Eibar (Guipuscoa) et Ermua et à l'ouest par Berriz.

### Communications
Le noyau urbain est traversé par la route BI-3301 Ermua - Port de trabakua. D'autres routes traversent la commune, par d'autres lieux, la route BI-633 (Durango - Ondarroa), la N-634 qui la relie avec les capitales de la Biscaye (Bilbao) et du Guipuscoa (Saint-Sébastien) ainsi que les liaisons de l'autoroute AP-8 à Ermua et Iurreta. Le chemin de fer de voie étroite traverse la commune mais n'a pas d'arrêt dans celle-ci.

### Quartiers
La commune de Mallabia est composée, outre le noyau urbain, par les quartiers ruraux suivants : Arandoño, Areitio, Berano, Gerea, Goitana, Hirigunea, Osma, Zengotita et Mallealdea (avec quelques implantations et fermes).

## Hydrographie

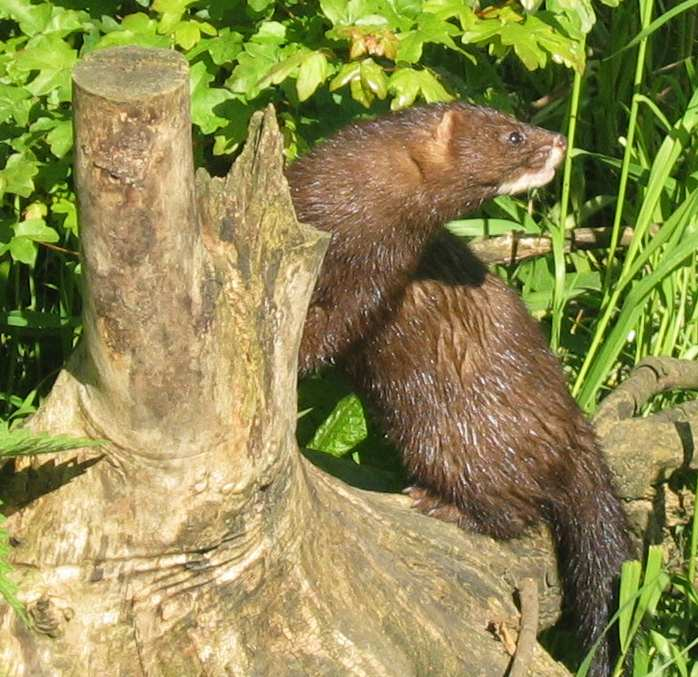
Vison d'Europe

La commune est structurée sur trois des bassins fluviaux, celui du Deba, celui de l'Artibai et celui de l'Ibaizabal. Dans tous les cas elle occupe la haute partie de ces dernières. Ces trois bassins partent des divisions des eaux créées dans le massif de l'Oiz et son état de conservation environnemental est assez bon, en soulignant l'excellence du bassin de l'Artibai où est implantée une importante population de visons d'Europe, espèce qui nécessite un habitat très varié pour survivre.

## Orographie
La montagne Oiz forme l'orographie de la commune. Sa pente diminue en petites terrasses ou replats (d'où selon certains vient le nom de Mallabia) sur lesquels se sont implantés des noyaux de fermes formant de petits quartiers ruraux, tous avec leurs ermitages et même, avec leurs écoles (aujourd'hui fermées) et cimetière.
Il y a une multitude de petites collines qui entourent l'Oiz, couvertes de forêt atlantique et de plantations de pins insignis pour l'exploitation forestière.

## Économie
Les activités économiques des habitants de Mallabia ont été, historiquement, encadrées dans le secteur primaire. L'agriculture et le bétail ont été les occupations fondamentales des mallabiarrak.
Le secteur primaire : est centré sur les exploitations d'élevage et agricoles des fermes (baserriak en basque) qui ont été maintenus mais alternant avec le travail dans l'industrie. L'exploitation forestière est importante, grâce aux plantations de pin insignis qui sont dans les montagnes de la commune.
Le secteur secondaire : a eu son développement à partir de 1970, quand beaucoup des industries eibarrais (comme Orbea) ont été déplacées dans les vallées, près des routes et ont constitué les zones industrielles qui, avec le temps, se sont amplifiés et urbanisés en faisant valoir actuellement à d'importantes industries, l'immense majorité consacrée à la transformation et la manufacture mécanique, avec l'industrie auxiliaire de l'automobile et des machines outil principalement mais avec une extension à tous les secteurs.
Dans le secteur municipal on trouve trois zones industrielles : Urtia, Goitondo et Mallabarrena, où de nombreuses entreprises ont leur siège.
Le secteur des services : faible, se limitant au transport et à la restauration, avec de nombreux restaurants de qualité.

## Histoire
L'elizate de Mallabia, comme tous les elizates, n'a pas de date fondation connue. Son origine est à chercher dans l'origine de la Lur Laua de Biscaye. Il a été probablement ségrégé de l'elizate de Zenarruza (territoires dans laquelle on a aussi fondé la ville d'Ermua). En 1635 elle est prise dans les Juntas de Guerendiaga, de la mérindade de Durango au lieu de l'elizate de San Agustín d'Etxebarria qui est unie à ville d'Elorrio et par conséquent, ces dernières n'y peuvent prendre part. Le siège et le vote qui lui correspond est au nombre de 3.
La fondation de l'église paroissiale de l'Asunción date du XIe siècle et reconstruite au XVIe siècle et terminée en 1750. On suppose, par ces données, qu'il existait déjà un important noyau démographique à Mallabia pour le XIe siècle.
La structure ecclésiastique a influencé de manière décisive la conformation du solar biscayen. La figure administrative de l'elizate aura une influence qui dépasse la connotation religieuse de cette dernière. Les seigneurs de Biscaye, les chefs de lignée et d'autres gens intéressés érigent des églises autour desquelles ils organisent les paysans et les employés.
L'implantation de la population reflète la structure de production agricole qui pendant des siècles a été fondamentale dans la commune.

## Patrimoine

### Patrimoine civil
- Palais Arana : superbe palais rural de dimensions impressionnantes. début 1750. On souligne dans sa façade principale son grand blason d'armes. Il est typiquement baroque et sur sa façade sud sont ouvertes une série de galeries dans tous les étages encadrées par cinq colonnes qui la parcourent verticalement. Il rappellent les cours ou basses-cours madrilènes.

Les fermes Urízar, de Mallea et Zengotita bengoa ont des blasons intéressants dans leurs façades. Il y a une série d'ermitages et quelques lieux d'intérêt archéologique dignes de visite.

### Patrimoine religieux
Dans le patrimoine des monuments de Mallabia on trouve de riches maisons, des palais blasonnés, des palais ruraux d'impressionnante portée et avec des façades, outre les nombreux ermitages et deux paroisses.
- L'église de l'Asunción : du XIe siècle, modifiée au XVIe siècle et en 1750, elle a une seule nef et est de style gothique basque. La tour herreriana et un grand autel baroque, où il faut souligner une figure de Nuestra Señora de Rosario.

## Personnalités liées à la commune
- Juan Goitia Bengoa : (? - ?) militaire.
- Juan Bautista de Zengotita Bengoa : ( ? - 1er novembre 1802) Évêque de Puerto Rico (1770).
- Mikel Pradera : (cycliste professionnel, participant à 4 Tours de France, 4 Vueltas d'Espagne, 1 Giro d'Italie et 1 Championnat du monde)

### Sources
- (es) Cet article est partiellement ou en totalité issu de l’article de Wikipédia en espagnol intitulé « Mallavia » (voir la liste des auteurs).